# Sorex ugyunak
Sorex ugyunak és una petita musaranya que viu al nord del Canadà (a l'oest de la Badia de Hudson) i a Alaska. Antigament se la considerava una subespècie de la similar musaranya emmascarada (S. cinereus). Té un aspecte similar i es creu que una relació propera amb Sorex jacksoni i la musaranya de les illes Pribilof (S. hydrodromus).